# Адзви
Адзви (груз. აძვი) — село в Грузии, на территории Горийского муниципалитета края (мхаре) Шида-Картли.

## География
Село находится в центральной части Грузии, на левом берегу реки Адзуры (правый приток реки Меджуды), на расстоянии приблизительно 16 километров (по прямой) к северо-северо-востоку от города Гори, административного центра муниципалитета. Абсолютная высота — 848 метров над уровнем моря.

## Население
По результатам официальной переписи населения 2014 года в Адзви проживало 353 человека (183 мужчины и 170 женщин). В национальной структуре населения грузины составляли 99,4 %.
| Год  | Население, человек |
| ---- | ------------------ |
| 2002 | 368                |
| 2014 | ↘ 353              |